# Studio Aalto
Studio Aalto is een gebouw uit in de Finse hoofdstad Helsinki dat ontworpen is door de Finse architect Alvar Aalto en werd gebouwd in 1955. Het was in gebruik als zijn persoonlijke studio en kantoor. 
In 1962-1963 werd het gebouw uitgebreid met een keuken en een eetruimte. Deze twee werden aangeduid als "de taverna". Op de binnenplaats bevindt zich een amfitheaterachtige kleine ruimte, waarvan de treden zijn opgetrokken uit natuurlijke leisteen.
Na het overlijden van Aalto in 1976 werd de leiding over de studio overgenomen door zijn tweede vrouw en tevens architect Elissa Aalto. Na haar dood in 1994 werd het gebouw samen met het nabijgelegen woonhuis een dependance van het Alvar Aalto-museum in Jyväskylä. Studio Aalto huisvest het personeel van de Alvar Aalto Foundation en is open voor het publiek tijdens begeleide rondleidingen.

## Architectuur
De gevel is gebouwd in een sobere stijl van, wit geschilderd, licht gepleisterd metselwerk. De gesloten massa van het gebouw verbergt een tuin in de vorm van een amfitheater op de binnenplaats. Hier konden lezingen of diavoorstellingen (met projecties op de witte muur) worden gehouden.
Alvar Aalto-museum · Villa Aalto · Studio Aalto · Experimenteel huis van Muuratsalo
- Library of Congress Control Number: nr95000623
- Nationale Bibliotheek van Israël: 987007451628605171
- Virtual International Authority File: 157555399